# Geranium shensianum
Geranium shensianum är en näveväxtart som beskrevs av Reinhard Gustav Paul Knuth. Geranium shensianum ingår i släktet nävor, och familjen näveväxter. Inga underarter finns listade i Catalogue of Life.